# Владислава Војновић
Владислава Војновић (24. јун 1965, Бела Црква) српска је књижевница и сценаристкиња. Пише песме, приче, романе, драме, сценарије, есеје, новинске текстове и филмске критике. Бави се и филмском продукцијом.

## Биографија
Владислава Војновић је рођена у Белој Цркви 24. јуна 1965. године. Основну и пола средње школе завршила је у родном граду.  Другу половину средње школе завршила је ХII београдској гимназији. Студирала је и дипломирала на ФДУ 1989. године, одсек драматургија.   Чланица Српског књижевног друштва.
По њеној књизи за млађе тинејџере Принц од папира 2007. године снимљен је истоимени филм, а била је и косценаристкиња филма Како су ме украли Немци (заједно са Светозаром Влајковићем и режисером Милошем Мишом Радивојевићем).
Била је продуцент и сценариста филма из 2017. године Козје уши, који је заснован на њеном истоименом роману.
Ауторка је позоришних представа Колумбово јаје и Шеф, шефица које се играју у позоришту у Љубљани под псеудонимом Искра Игнис, кратког играног филма Машине, документарно-играног серијала Досије и документарне серије Како сам постао ја.
Писала је сценарио за домаћу сапуницу Истине и лажи.
Живи у Земуну. Удата је за Милоша Спасојевића, филмског и ТВ-сниматеља, са којим заједно воде продуцентску кућу „Лукс филм”. Имају једно дете, ћерку Милицу која је глумица, и играла је у филмовима Принц од папира и Козје уши.

## Награде
- Награда „Раде Обреновић”, за роман Принца од папира, 2008.
- Награда „Доситејево перо”, за роман Принца од папира 2008.
- Награда „Биљана Јовановић”, за збирку песама ПееМеСме, 2010.
- Награда „Мирослав Дерета”, за роман Козје уши, 2013.[9]
- Награда „Стеван Сремац”, за роман Козје уши, 2014.[10]
- Књижевна награда „Политикиног Забавника”, за роман Аврам, Богдан, воду газе, 2017.[11]

Роман Козје уши био је у ужем избору за Нинову награду.

### Поезија
- Женске јуначке песме, збирка песама (2002)
- Ловац на гриње, збирка песама (2007)
- ПееМеСме, збирка песама (2010)
- Љубав хладнија од смрти, збирка песама (2018)

### Збирке прича
- Приче из главе, збирка прича за децу (2015)
- Епизодисти  и јунаци, збирка прича (2020)[13]

### Романи
- Принц од папира, роман за децу (2008)
- Лењинова десница или како се удати за агента ЦИА, роман (2010)
- Козје уши, роман (2014)
- Аврам, Богдан, воду газе, роман за децу (2016)